# Eurytoma differta
Eurytoma differta är en stekelart som beskrevs av Zerova 1977. Eurytoma differta ingår i släktet Eurytoma och familjen kragglanssteklar.
Artens utbredningsområde är Ukraina. Inga underarter finns listade i Catalogue of Life.